# KNVB Beker 1986/87

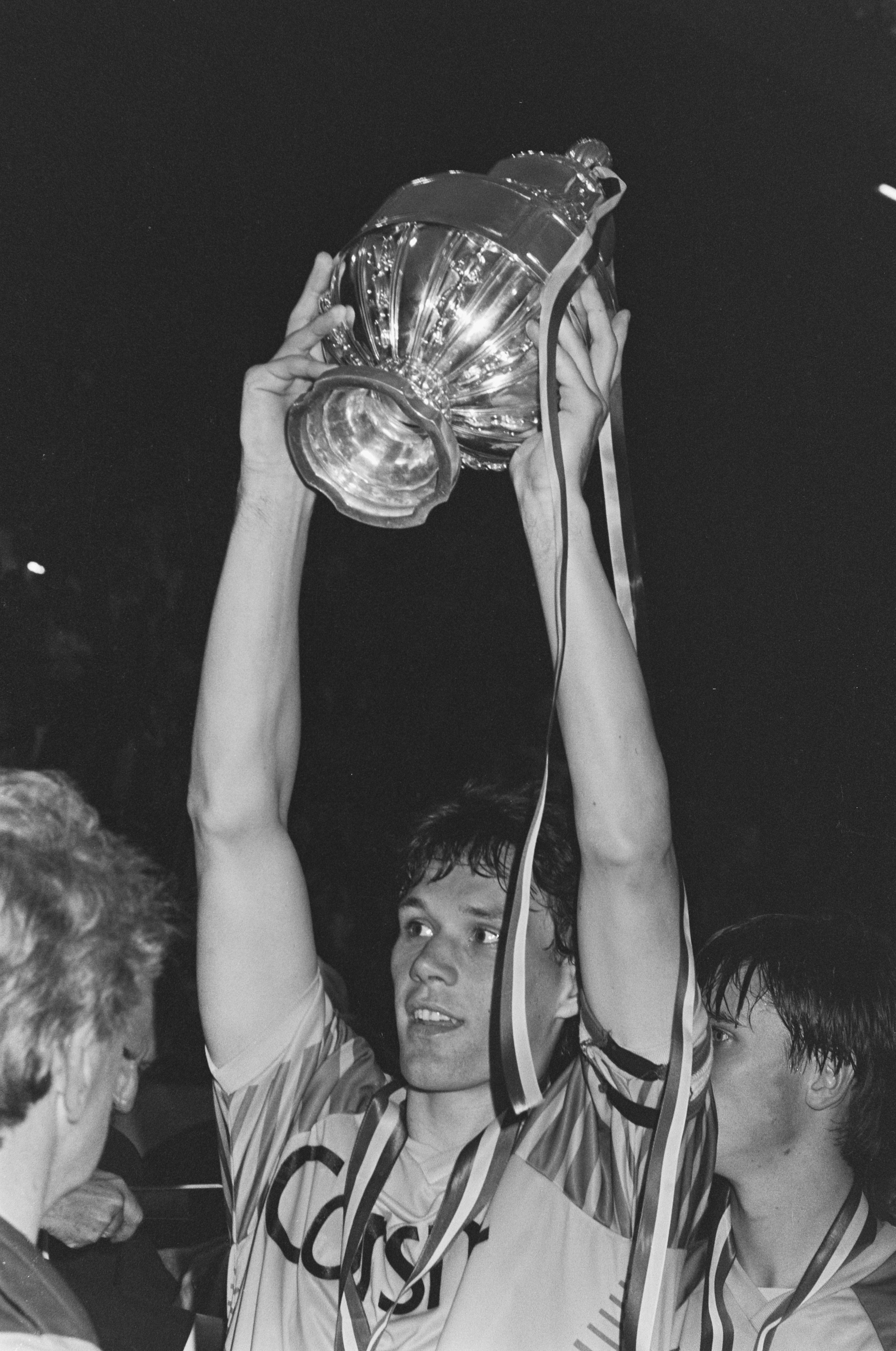
Van Basten met KNVB Beker na FC Den Haag-Ajax 2-4, 5-6-1987. Rechts John Bosman.

De 69ste editie van de KNVB Beker kende Ajax als winnaar. Het was de elfde keer dat de club de beker in ontvangst nam. Ajax versloeg FC Den Haag in de finale. Bij dit toernooi is het replay-systeem in vergelijking met de voorgaande drie edities afgezwakt. Alleen tijdens de kwart- en halve finales werd er nog een extra wedstrijd gespeeld als de eerste wedstrijd in een gelijkspel eindigde.

## Eerste ronde
| Datum           | Wedstrijd                          | Uitslag                    | Scoreverloop |
| --------------- | ---------------------------------- | -------------------------- | --- |
| 11 oktober 1986 | ACV – FC Wageningen                | 2 – 2 n.v. (1 – 1) (1 – 0) | 31' Peter Kuntz (pen) 1-0, 85' Cees Lok 1-1, 104' Dick Morren 1-2, 105' André Luchtenberg 2-2 ACV wint na strafschoppen                                                 |
| 11 oktober 1986 | Barendrecht – PEC Zwolle '82       | 0 – 7 (0 – 3)              | 19' Aziz Doufikar 0-1, 39' Foeke Booy 0-2, 42' Dean Wilkins 0-3, 47' Henry Pelleboer 0-4, 66' Foeke Booy 0-5, 85' Foeke Booy 0-6, 87' Wilco van Buuren (pen) 0-7        |
| 11 oktober 1986 | Bennekom – Excelsior               | 0 – 4 (0 – 1)              | 10' Koos Waslander 0-1, 47' Cees Schapendonk 0-2, 53' Cees Schapendonk 0-3, 82' Henk van Goozen 0-4                                                                     |
| 11 oktober 1986 | DETO – FC Haarlem                  | 1 – 2 (0 – 1)              | 27' Chris Verkaik 0-1, 87' Bert Prijs 1-1, 90' André Sitek 1-2 |
| 11 oktober 1986 | Eindhoven – FC Groningen           | 1 – 2 (0 – 1)              | 43' Ron van den Berg 0-1, 60' René Eijkelkamp 0-2, 84' Pascal Maas 1-2                                                                                                  |
| 11 oktober 1986 | Elinkwijk – Ajax                   | 1 – 4 (0 – 4)              | 18' Marco van Basten 0-1, 32' John Bosman 0-2, 34' Marco van Basten 0-3, 40' Alistair Dick 0-4, 57' Tonnie Norbart 1-4                                                  |
| 11 oktober 1986 | Emmen – AZ                         | 1 – 4 n.v. (1 – 1) (0 – 0) | 67' Michel Vonk 0-1, 88' Ale Hindriks 1-1, 102' David Loggie 1-2, 104' David Loggie 1-3, 113' David Loggie 1-4                                                          |
| 11 oktober 1986 | Enter Vooruit – Sparta Rotterdam   | 1 – 6 (0 – 1)              | 27' René Eijer 0-1, 57' Folkert Velten 1-1, 60' Ronald Lengkeek 1-2, 67' Joop Böckling 1-3, 77' Eddy Ridderhof 1-4, 80' Joop Böckling 1-5, 90' Jan Olde Riekerink 1-6   |
| 11 oktober 1986 | Flevo Boys – Fortuna Sittard       | 0 – 2 (0 – 1)              | 35' Wout Holverda 0-1, 88' John Linford 0-2 |
| 11 oktober 1986 | GVVV – FC Utrecht                  | 0 – 5 (0 – 1)              | 24' Ton de Kruijk 0-1, 62' Wim van der Horst 0-2, 65' Gerrit Plomp 0-3, 69' Ton de Kruijk 0-4, 89' Peter van der Waart 0-5                                              |
| 11 oktober 1986 | sc Heerenveen – FC Volendam        | 2 – 4 (0 – 0)              | 58' Kees Kist 1-0, 60' Kees Kist 2-0, 68' Steve van Dorpel 1-2, 73' Steve van Dorpel 2-2, 85' Steve van Dorpel 2-3, 86' Gert-Jan Duif 2-4                               |
| 11 oktober 1986 | Heerjansdam – FC Den Bosch '67     | 0 – 2 (0 – 0)              | 48' Cor Adriaanse 0-1, 57' Mart van Duren 0-2 |
| 11 oktober 1986 | Kozakken Boys – SC Veendam         | 1 – 2 n.v. (1 – 1) (1 – 1) | 6' Bert Schouten 1-0, 39' Alex Klompstra 1-1, 97' Ronald Steenge 1-2 |
| 11 oktober 1986 | Noordwijk – Telstar                | 3 – 1 (0 – 0)              | 60' Klaas Vink 1-0, 65' Yvan Hermans 2-0, 75' Mathieu Niesten 2-1, 87' Klaas Vink 3-1                                                                                   |
| 11 oktober 1986 | Quick Boys – SVV                   | 0 – 3 (0 – 0)              | 61' Roy van Duppen 0-1, 73' Marcel van Buuren 0-2, 86' Hans Neeskens 0-3                                                                                                |
| 11 oktober 1986 | Sparta '25 – FC Twente             | 0 – 5 (0 – 2)              | 19' Ron Willems 0-1, 43' Ulrich Wilson 0-2, 61' Martin Koopman 0-3, 70' Martin Koopman (pen) 0-4, 89' Mika Lipponen 0-5                                                 |
| 11 oktober 1986 | TOP – PSV                          | 0 – 4 (0 – 2)              | 21' Ruud Gullit 0-1, 44' Adick Koot 0-2, 75' Jurrie Koolhof 0-3, 77' Ruud Gullit 0-4                                                                                    |
| 11 oktober 1986 | De Treffers – Vitesse              | 1 – 3 (1 – 1)              | 12' John Trentelman 0-1, 19' Paul Meijers 1-1, 51' Ricky Talan 1-2, 62' Martin Laamers (pen) 1-3                                                                        |
| 11 oktober 1986 | IJsselmeervogels – SC Heracles '74 | 1 – 2 (0 – 1)              | 30' Koen Reinerink 0-1, 83' Hans Galgenbeld 0-2, 86' Jaan de Graaf 1-2                                                                                                  |
| 12 oktober 1986 | Achilles '29 – RBC                 | 2 – 1 (2 – 0)              | 7' Bert Beekers 1-0, 12' Maarten de Veer 2-0, 65' Mario Molenaar 2-1 |
| 12 oktober 1986 | AFC – RKC                          | 2 – 5 (1 – 3)              | 11' John Lammers 0-1, 32' Bas de Kok 0-2, 39' Rob Ouderland (pen) 1-2, 45' John Lammers 1-3, 55' Rob van der Kaay 1-4, 58' John Lammers (pen) 1-5, 73' Etienne Spee 2-5 |
| 12 oktober 1986 | AZS – MVV                          | 0 – 1 (0 – 0)              | 67' Coen Quaden 0-1 |
| 12 oktober 1986 | SC Cambuur – FC Den Haag           | 1 – 6 (1 – 2)              | 7' Karel Bouwens 0-1, 13' Edwin Purvis 0-2, 45' Willem van der Ark 1-2, 62' Tony Morley 1-3, 74' Karel Bouwens 1-4, 81' Remco Boere 1-5, 83' Martin Jol 1-6             |
| 12 oktober 1986 | DS '79 – Go Ahead Eagles           | 3 – 2 (1 – 0)              | 11' Theo Kulsdom 1-0, 58' Leen van der Weel 2-0, 69' Leen van der Weel (pen) 3-0, 81' René Smit 3-1, 89' René Smit 3-2                                                  |
| 12 oktober 1986 | DWV – N.E.C.                       | 3 – 0 (2 – 0)              | 2' Edwin Post 1-0, 15' Marcel Boonstra 2-0, 75' Marcel Boonstra 3-0 |
| 12 oktober 1986 | SC Enschede – NAC                  | 1 – 0 (1 – 0)              | 27' Frank Maasdam 1-0 |
| 12 oktober 1986 | Geldrop – Willem II                | 3 – 2 (2 – 0)              | 10' Peter Scheepers 1-0, 19' Peter Scheepers 2-0, 50' Kevin Maddock 2-1, 60' Robert Hoofs (pen) 2-2, 85' Peter Scheepers 3-2                                            |
| 12 oktober 1986 | Rheden – Helmond Sport             | 2 – 2 n.v. (2 – 2) (2 – 1) | 25' John Neijenhuis 1-0, 28' Nico van Breemen 1-1, 40' Cor Peitsman 2-1, 80' Eric Clynk 2-2 Rheden wint na strafschoppen                                                |
| 12 oktober 1986 | Sittard – Feyenoord                | 0 – 2 (0 – 0)              | 67' Peter Barendse 0-1, 74' Peter Barendse 0-2 |
| 12 oktober 1986 | Sparta Rotterdam 2 – Roda JC       | 2 – 1 (0 – 0)              | 62' Juul Ellerman 1-0, 76' Juul Ellerman 2-0, 77' Henny Meijer 2-1 |
| 12 oktober 1986 | Unitas – De Graafschap             | 1 – 2 (0 − 0)              | 58' Stuy van den Herik 1-0, 62' Henk Pieneman 1-1, 75' Ton Cornelissen 1-2                                                                                              |
| 12 oktober 1986 | Vlissingen – VVV                   | 1 – 4 (1 – 1)              | 13' Norbert Ringels 0-1, 27' Ron van Dam 1-1, 62' Frank Verbeek 1-2, 80' Remy Reijnierse 1-3, 82' Frank Verbeek 1-4                                                     |

## Tweede ronde
| Datum            | Wedstrijd                       | Uitslag                    | Scoreverloop |
| ---------------- | ------------------------------- | -------------------------- | --- |
| 15 november 1986 | ACV – FC Den Bosch '67          | 1 – 2 (1 – 0)              | 30' Gerard Kuntz 1-0, 56' Gijs Steinmann 1-1, 70' Hans Gillhaus 1-2 |
| 15 november 1986 | Noordwijk – Geldrop             | 1 – 2 (0 – 1)              | 9' Janus van Gelder 0-1, 79' Yvan Hermans (pen) 1-1, 88' Gerard Brouns 1-2 |
| 15 november 1986 | PEC Zwolle '82 – DS '79         | 2 – 3 n.v. (2 – 2) (1 – 1) | 14' Wilco van Buuren (pen) 1-0, 45' Leen van der Weel (pen) 1-1, 46' Leen van der Weel 1-2, 85' Foeke Booy 2-2, 93' Theo Kulsdom 2-3                                                       |
| 15 november 1986 | PSV – RKC                       | 6 – 1 (2 – 0)              | 12' Ronald Koeman (pen) 1-0, 42' Ronald Koeman 2-0, 47' Ruud Gullit 3-0, 70' Ronald Koeman 4-0, 75' Jurrie Koolhof 5-0, 84' Peter van Velzen 5-1, 85' Gerald Vanenburg 6-1                 |
| 15 november 1986 | Sparta Rotterdam – AZ           | 3 – 0 (2 – 0)              | 2' Ronald Lengkeek 1-0, 38' Piet Wijnberg (pen) 2-0, 46' Jan Olde Riekerink 3-0 |
| 15 november 1986 | SVV – FC Twente                 | 1 – 7 (0 – 1)              | 38' Ron Willems 0-1, 51' Marcel van Buuren 1-1, 53' Ben Weber 1-2, 61' Patrick Bosch 1-3, 63' Henk Salari (e.d.) 1-4, 71' Ulrich Wilson 1-5, 73' Evert Bleuming 1-6, 80' Ulrich Wilson 1-7 |
| 15 november 1986 | Vitesse – FC Volendam           | 2 – 1 (0 – 0)              | 59' Ricky Talan 1-0, 73' Ricky Talan 2-0, 77' Wim Jonk 2-1 |
| 16 november 1986 | Achilles '29 – VVV              | 1 – 5 (0 – 2)              | 7' Frank Berghuis 0-1, 44' Stan Valckx 0-2, 48' Remy Reijnierse (pen) 0-3, 68' Maarten de Veer 1-3, 83' John Lammers 1-4, 90' Stan Valckx 1-5                                              |
| 16 november 1986 | DWV – Fortuna Sittard           | 1 – 3 (0 – 2)              | 7' John Linford 0-1, 26' Frans Thijssen 0-2, 61' Wout Holverda 0-3, 78' Marcel Boonstra 1-3                                                                                                |
| 16 november 1986 | SC Enschede – FC Den Haag       | 1 – 7 (1 – 4)              | 6' Bert Voogd (pen) 1-0, 32' Edwin Purvis 1-1, 38' Remco Boere 1-2, 41' Alfons Groenendijk 1-3, 44' Martin Jol 1-4, 60' Edwin Purvis 1-5, 71' Remco Boere 1-6, 77' Edwin Purvis 1-7        |
| 16 november 1986 | Excelsior – SC Veendam          | 3 – 2 (2 – 2)              | 15' Cees Schapendonk (pen) 1-0, 21' Harris Huizingh 1-1, 23' Alex Klompstra 1-2, 40' Cees Schapendonk 2-2, 83' Jan Sørensen 3-2                                                            |
| 16 november 1986 | De Graafschap – FC Haarlem      | 2 – 1 (0 – 0)              | 52' Piet Keur 0-1, 62' Jerry Cooke 1-1, 68' Winston Douglas 2-1 |
| 16 november 1986 | FC Groningen – MVV              | 3 – 1 (1 – 0)              | 37' Peter Houtman 1-0, 46' Peter Houtman 2-0, 53' Erik-Jan van den Boogaard (pen) 2-1, 70' René Eijkelkamp 3-1                                                                             |
| 16 november 1986 | SC Heracles '74 – Feyenoord     | 1 – 3 (1 – 1)              | 4' Rudy Degenaar 1-0, 22' René Hofman 1-1, 69' Lars Elstrup 1-2, 73' Lars Elstrup 1-3 |
| 16 november 1986 | Rheden – Ajax                   | 0 – 2 (0 – 0)              | 56' Marco van Basten 0-1, 76' Aron Winter 0-2 |
| 16 november 1986 | Sparta Rotterdam 2 – FC Utrecht | 1 – 2 (0 – 0)              | 57' Ton de Kruijk 0-1, 72' Rob Eger (pen) 1-1, 87' John van Loen 1-2 |

## Derde ronde
| Datum            | Wedstrijd               | Uitslag                    | Scoreverloop |
| ---------------- | ----------------------- | -------------------------- | --- |
| 22 februari 1987 | Feyenoord – FC Den Haag | 1 – 2 n.v. (1 – 1) (0 – 1) | 16' Ron de Roode 0-1, 68' Regi Blinker 1-1, 115' Ron de Roode 1-2                                                                                    |
| 10 maart 1987    | Excelsior – FC Twente   | 1 – 0 (1 – 0)              | 18' Jan Sørensen 1-0 |
| 11 maart 1987    | FC Den Bosch '67 – PSV  | 2 – 2 n.v. (2 – 2) (0 – 2) | 30' Ruud Gullit 0-1, 32' Hallvar Thoresen 0-2, 51' Hans Gillhaus 1-2, 88' Cor Adriaanse 2-2 FC Den Bosch '67 wint na strafschoppen.                  |
| 11 maart 1987    | DS '79 – FC Utrecht     | 2 – 1 (0 – 0)              | 55' John van Loen 0-1, 72' Leen van der Weel (pen) 1-1, 81' Marco Boogers 2-1                                                                        |
| 11 maart 1987    | Sparta Rotterdam – Ajax | 0 – 0 n.v.                 | Ajax wint na strafschoppen. |
| 11 maart 1987    | Vitesse – De Graafschap | 1 – 1 n.v. (1 – 1) (1 – 0) | 31' Marcel Lindenaar 1-0, 69' Ton Cornelissen 1-1 Vitesse wint na strafschoppen.                                                                     |
| 11 maart 1987    | VVV – Fortuna Sittard   | 1 – 2 (1 – 2)              | 8' Remy Reijnierse (pen) 1-0, 12' Frans Thijssen (pen) 1-1, 29' John Linford 1-2                                                                     |
| 24 maart 1987    | FC Groningen- Geldrop   | 4 – 2 (1 – 0)              | 25' René Eijkelkamp 1-0, 48' Gerard Brouns 1-1, 50' Edwin Olde Riekerink 2-1, 54' John de Wolf 3-1, 72' René Eijkelkamp 4-1, 81' Marius Methorst 4-2 |

## Kwartfinales
| Datum         | Wedstrijd                      | Uitslag       | Scoreverloop                                                                          |
| ------------- | ------------------------------ | ------------- | ------------------------------------------------------------------------------------- |
| 29 maart 1987 | DS '79 – FC Den Bosch '67      | 0 – 0         |                                                                                       |
| 1 april 1987  | Ajax – Vitesse                 | 2 – 0 (1 – 0) | 9' John Bosman 1-0, 75' Marco van Basten 2-0                                          |
| 1 april 1987  | FC Den Haag – Excelsior        | 3 – 1 (3 – 1) | 9' Remco Boere 1-0, 31' Heini Otto 2-0, 40' Cees Schapendonk 2-1, 41' Remco Boere 3-1 |
| 1 april 1987  | Fortuna Sittard – FC Groningen | 1 – 2 (0 – 0) | 54' Rob McDonald 0-1, 73' Johan de Kock 0-2, 84' John Linford 1-2                     |

replay
| Datum         | Wedstrijd                 | Uitslag       | Scoreverloop                                                                                |
| ------------- | ------------------------- | ------------- | ------------------------------------------------------------------------------------------- |
| 15 april 1987 | FC Den Bosch '67 – DS '79 | 3 – 1 (2 – 0) | 20' Hans Gillhaus 1-0, 45' Hans Gillhaus 2-0, 71' Mart van Duren 3-0, 90' Marco Boogers 3-1 |

## Halve finales
| Datum      | Wedstrijd                  | Uitslag       | Scoreverloop                                                   |
| ---------- | -------------------------- | ------------- | -------------------------------------------------------------- |
| 5 mei 1987 | Ajax – FC Groningen        | 0 – 0         |                                                                |
| 5 mei 1987 | FC Den Bosch – FC Den Haag | 0 – 3 (0 – 0) | 52' Ron de Roode 0-1, 69' Tony Morley 0-2, 78' Tony Morley 0-3 |

replay
| Datum       | Wedstrijd           | Uitslag       | Scoreverloop                                                         |
| ----------- | ------------------- | ------------- | -------------------------------------------------------------------- |
| 19 mei 1987 | FC Groningen – Ajax | 0 – 3 (0 – 0) | 70' Marco van Basten 0-1, 77' Frank Verlaat 0-2, 82' John Bosman 0-3 |

## Finale
|                                     |                                 |                                    |                                                  |                                                                                    |
| 5 juni 1987 18:00 Finale KNVB Beker | FC Den Haag                     | 2 – 4 (1 – 1, 2 – 2) Na verlenging | Ajax                                             | Zuiderparkstadion, Den Haag Toeschouwers: 6.500 Scheidsrechter: Ignace van Swieten |
| 5 juni 1987 18:00 Finale KNVB Beker | Remco Boere 43' Tony Morley 66' |                                    | 11', 83' John Bosman 104', 106' Marco van Basten | Zuiderparkstadion, Den Haag Toeschouwers: 6.500 Scheidsrechter: Ignace van Swieten |

| Den Haag | Ajax |

| FC Den Haag:     |                    |     |
|                  |                    |     |
| DM               | René Stam          |     |
| RB               | Marco van Alphen   |     |
| CB               | Martin Jol         |     |
| CB               | Heini Otto         |     |
| LB               | Edwin Purvis       |     |
| CM               | Cor Lems           | 79' |
| CM               | Joop Lankhaar      |     |
| CM               | Alfons Groenendijk |     |
| RV               | Remco Boere        | 68' |
| SP               | Karel Bouwens      |     |
| LV               | Tony Morley        |     |
| Wisselspelers:   |                    |     |
| AV               | Ron de Roode       | 68' |
| MV               | Frans Danen        | 79' |
| Trainer:         |                    |     |
| Pim van de Meent |                    |     |

| Ajax:          |                   |     |
|                |                   |     |
| DM             | Stanley Menzo     |     |
| RB             | Aron Winter       |     |
| CB             | Frank Rijkaard    |     |
| CB             | Sonny Silooy      | 64' |
| LB             | Peter Boeve       |     |
| CM             | Jan Wouters       |     |
| CM             | Arnold Mühren     |     |
| AM             | John Bosman       |     |
| RV             | John van 't Schip | 78' |
| SP             | Marco van Basten  |     |
| LV             | Rob Witschge      |     |
| Wisselspelers: |                   |     |
| MV             | Arnold Scholten   | 64' |
| AV             | Dennis Bergkamp   | 78' |
| Trainer:       |                   |     |
| Johan Cruijff  |                   |     |

| KNVB Beker 1986/87 |
| ------------------ |
| Ajax 11e titel     |